# Scream Queens
Scream Queens je americký komediálně hororový televizní seriál, vytvořený Ryanem Murphym, Bradem Falchukem a Ianem Brennanem a vysílaný v letech 2015–2016. První díl měl premiéru 22. září 2015 na stanici Fox. Poprvé byl promítán v rámci Comic-Conu v červenci 2015. Druhá řada z nemocničního prostředí měla premiéru 20. září 2016. Ve druhé řadě si své role zopakovali Emma Robertsová, Abigail Breslinová, Billie Lourd, Lea Michele, Jamie Lee Curtis, Niecy Nash, Glen Powell, Keke Palmer, Oliver Hudson a přidali se k nim John Stamos, Taylor Lautner, James Earl a Kirstie Alleyová.

## Děj

### 1. řada
První řada se odehrává v sesterstvu Kappa Kappa Tau na Wallace University, kterému šéfuje Chanel Oberlin (Emma Roberts). Sesterstvo zastrašuje děkanka Cathy Munsch (Jamie Lee Curtis). Události oživí dvacet let stará záhadná vražda příchodem sériového vraha převlečeného za maskota Red Devil, který se zaměří na členky sesterstva.

### 2. řada
Ve druhé řadě se Cathy Munsch rozhodne opustit univerzitu a začne provozovat nemocnici. Pod svá křídla si vezme Chanel, Libby a Sadie poté, co je opravdový zabiják Red Devil očištěn. Zatímco řeší různé lékařské případy, musí čelit novému zabijáku nazývaném Green Meanie.

## Obsazení

### Hlavní role
- Lea Michele jako Hester/Chanel #6; thanatofilička se skoliózou (musí nosit krční límec), je úchylně posedlá Chanel, skoliózu předstírá, aby se vyhnula podezření, vybodne si oko, aby vraždy hodila na ostatní Chanels
- Emma Roberts jako Chanel Oberlin, prezidentka sesterstva Kappa
- Skyler Samuels jako Grace Gardner, členka Kappy, otravná slídilka, i přes svůj slídičský "talent" nedokáže přijít na to, že je Hester její nevlastní sestra a druhé dítě z vany a nedokáže ji dostat za mříže (1. řada)
- Glen Powell jako Chad Radwell, neustále podvádí Chanel (třeba s ostatními Chanels, děkankou nebo Denise, s tou zůstane po odsouzení Chanel do blázince, nakonec po nabídce práce od FBI pro Denise se rozejdou) člen bratrstva Dickie Dollar Scholars (hlavní role 1. řada, vedlejší role 2. řada)
- Diego Boneta jako Pete Diller, editor univerzitních novin, potenciální přítel Grace, jeden ze tři rudých ďáblů (přidává se po vraždě Shondell, členky ochranky u Secure Enforcement Solutions jako Denise), zabije Boona, Hester ho zabila † (1. série)
- Abigail Breslin jako Libby Putney/Chanel #5; členka Kappy, jedna z nohsledkyň Chanel
- Keke Palmer jako Zayday Williams; členka Kappy
- Nasim Pedrad jako Gigi Caldwell; národní prezidentka Kappy, po sebevraždě své sestry Amy se s dvojčaty (Boone a Hester) ocitá v blázinci, kde začne dvojčata vychovávat pro pomstu na Kappě, Hester ji uřeže hlavu a naservíruje Kappě na Díkuvzdání † (1. řada)
- Lucien Laviscount jako Earl Gray; člen bratrstva Dollar Scholars, zabije ho Boone, snaží se o Zayday a daří se mu to víc než Boonovi, který homosexuála jen předstírá a je zamilovaný do Zayday † (1. série)
- Oliver Hudson jako Weston "Wes" Gardner; otec Grace a profesor na Wallace University (hlavní role 1. řada, vedlejší role 2. řada)
- Billie Lourd jako Sadie Swenson/Chanel #3; členka Kappy, jedna z nohsledkyň Chanel
- Jamie Lee Curtis jako děkanka Munsch; děkanka školy, zabila svého ex a hodila to na jeho přítelkyni, celou dobu věděla, že je Hester druhé dítě z vany
- Kirstie Alleyová jako sestra Ingrid Hoffel (2. řada)
- Taylor Lautner jako Dr. Cassidy Cascade (2. řada)
- James Earl jako Chamberlain Jackson (2. řada)
- John Stamos jako Dr. Brock Holt (2. řada)

### Vedlejší role
- Breezy Eslin jako Jennifer; blogerka o svíčkách, členka Kappy † (1. řada)
- Jeanna Han jako Sam; liberální lesba, členka Kappy † (1. řada)
- Jan Hoag jako paní Beanová; hospodyně Kappy † (1. řada)
- Chelsea Ricketts jako Amy; členka Kappy v roce 1995, která pomohla Sophii s porodem, sestra Gigi, spáchala sebevraždu † (1. řada)
- Anna Grace Barlow jako Bethany, prezidentka Kappy v roce 1995, matka Grace, spáchala sebevraždu nárazem auta do stromu † (1. řada)
- Grace Phipps jako Mandy Greenwell; kamarádka Bethany † (1. řada)
- McKaley Miller jako Sophia; kamarádka Bethany, vykrvácela ve vaně, protože si nevšimla, že čeká dvojčata † (1. řada)
- Anna Margaret jako Coco; kamarádka Bethany,
- Evan Paley jako Caufield † (1. řada)
- Austin Rhodes jako Dodger † (1. řada)
- Aaron Rhodes jako Roger † (1. řada)
- Jim Klock jako detektiv Chisolm (1. řada
- Trilby Glover jako Jane (2. řada)
- Laura O'Connell jako Dr. Mike (2. řada)
- Andy Erikson jako Marguerite Honeywell/Chanel #7 (2. řada)
- Riley McKenna Weinstein jako Daria Janssen/Chanel #8 (2. řada)

### Hostující role
- Niecy Nash jako Denise Hemphill, "nejhorší ochranka", která je odhodlaná ochránit Kappu
- Nick Jonas jako Boone Clemens; člen bratrstva Dollar Scholars, jeden ze čtyř Rudých Ďáblů, druhé dítě z vany, dvojče Hester † (1. řada)
- Ariana Grande jako Chanel #2; členka sesterstva Kappa, jedna z nohsledkyň Chanel † (1. řada)
- Patrick Schwarzenegger jako Thad Radwell; Chadův mladší bratr
- Chad Michael Murray jako Brad Radwell; Chadův starší bratr

## Přehled řad
| Řada | Díly | Premiéra v USA | Premiéra v USA    |
| Řada | Díly | První díl      | Poslední díl      |
| ---- | ---- | -------------- | ----------------- |
| 1    | 13   | 22. září 2015  | 8. prosince 2015  |
| 2    | 10   | 20. září 2016  | 20. prosince 2016 |

## Produkce

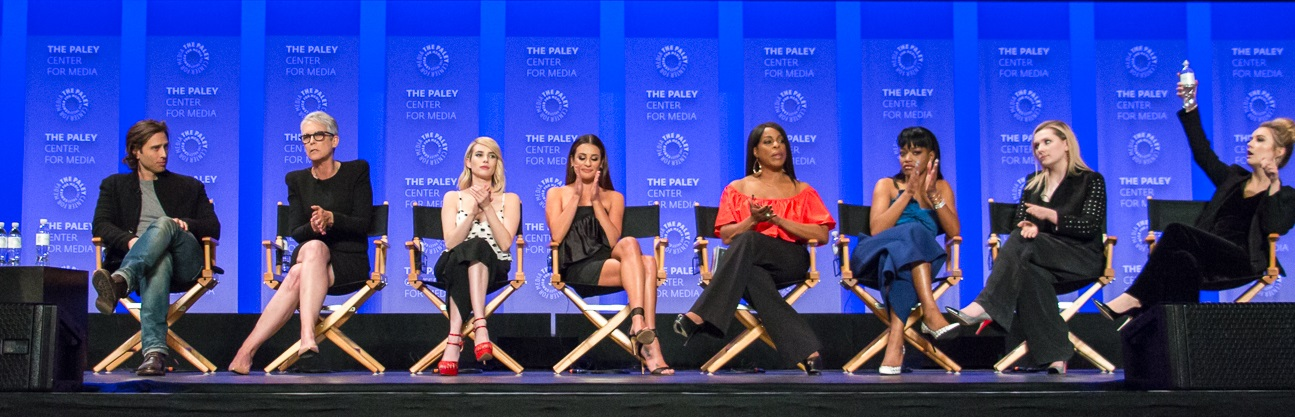
Obsazení seriálu na Paleyfestu v roce 2016

V říjnu 2014 Fox Broadcasting Company oznámila objednání patnácti epizod seriálu Scream Queens, vytvořeného Ryanem Murphym, Bradem Flachukem a Ianem Brennanem, kteří spolupracovali na seriálu Glee. Seriál byl produkován Ryanem, Bradem, Ianem a Dante Di Loretem a byl připravován na září 2015. Vrah z první série byl oznámen až ve finální epizodě.

### Casting
V prosinci 2014 bylo oznámeno, že Emma Roberts a Jamie Lee Curtis byly obsazené do hlavních rolí. V lednu 2015 se k seriálu připojila Lea Michele, Joe Manganiello, Keke Palmer a Abigail Breslin v hlavních rolích a ve vedlejší roli se připojila zpěvačka Ariana Grande. Později Hollywood Reporter oznámil, že Nick Jonas si v seriálu zahraje. V únoru 2015 se připojili Billie Lourd a Skyler Samuels. Později v měsíci Niecy Nash se připojila v roli Denise, která patří k ochrance, a britský herec Lucien Laviscout, Diego Boneta a Glen Powell byli potvrzeni v hlavních rolích. V březnu se připojila Nasim Pedrad. Dne 13. března, bylo oznámeno, že Joe Manganiello se rozhodl seriál opustit, Oliver Hudson byl najat na jeho místo. V září Ryan Murphy oznámil připojení Patricka Schwarzeneggera k obsazení. Zahraje si Chadovo mladšího bratra Thada. Chadovo staršího bratra Brada si zahraje Chad Michael Murray.

### Natáčení
Natáčení začalo 12. března 2015 v New Orleans v Louisianě. Seriál dokončil pilotní epizodu dne 24. dubna. Další epizody se točily v červnu 2015. Produkce druhé řady se přesunula do Los Angeles v Kalifornii. Natáčení začalo v červenci 2016.

## Ocenění
| Rok  | Ocenění                                      | Kategorie                                                 | Oceněný                                             | Výsledek  |
| ---- | -------------------------------------------- | --------------------------------------------------------- | --------------------------------------------------- | --------- |
| 2015 | Critics' Choice Television Awards            | Nejzajímavější nový seriál                                | Scream Queens                                       | vítězství |
| 2016 | Dorian Awards                                | Televizní show roku                                       | Scream Queens                                       | nominace  |
| 2016 | People's Choice Awards                       | Nejlepší nová televizní show                              | Scream Queens                                       | vítězství |
| 2016 | People's Choice Awards                       | Nejlepší herečka v novém televizním seriálu               | Emma Robertsová                                     | nominace  |
| 2016 | People's Choice Awards                       | Nejlepší herečka v novém televizním seriálu               | Lea Michele                                         | nominace  |
| 2016 | People's Choice Awards                       | Nejlepší herečka v novém televizním seriálu               | Jamie Lee Curtis                                    | nominace  |
| 2016 | Zlatý glóbus                                 | Nejlepší ženský herecký výkon v seriálu (komedie/muzikál) | Jamie Lee Curtis                                    | nominace  |
| 2016 | Satellite Awards                             | Nejlepší televizní herečka – muzikál/komedie              | Jamie Lee Curtis                                    | nominace  |
| 2016 | Fangoria Chainsaw Awards                     | Nejlepší televizní herečka ve vedlejší roli               | Jamie Lee Curtis                                    | nominace  |
| 2016 | Make-Up Artists & Hair Stylists Guild Awards | Televizní seriál – aktuální make-up                       | Eryn Krueger Mekash, Kelley Mitchell, Melissa Buell | vítězství |
| 2016 | Teen Choice Awards                           | Nejlepší televizní seriál – komedie                       | Scream Queens                                       | nominace  |
| 2016 | Teen Choice Awards                           | Nejlepší televizní herečka – komedie                      | Emma Robertsová                                     | nominace  |
| 2016 | Teen Choice Awards                           | Nejlepší televizní herečka – komedie                      | Lea Michele                                         | nominace  |
| 2016 | Teen Choice Awards                           | Nejlepší televizní zloduch                                | Lea Michele                                         | nominace  |